# レペリ
レペリ（ベラルーシ語: Лепель）はベラルーシ・ヴィツェプスク州レペリ地区(ru)の市（Горад / ホラド）である。また同地区の行政中心地である。
レペリ湖(ru)岸に位置し、市内をウラ川(ru)、エサ川(ru)が流れる。州都ヴィツェプスクから110km、首都ミンスクからは155kmの位置にある。人口は1991年に19600人、2016年の時点で17690人。